# Огринец, Санди
Санди Огринец (словен. Sandi Ogrinec; родился 5 июня 1998 года, Словения) — словенский футболист, полузащитник боснийского клуба «Борац».

## Клубная карьера
Огринец — воспитанник клуба «Марибор». 21 мая 2016 года в матче против «Горицы» он дебютировал в чемпионате Словении. В 2017 году Санди помог клубу выиграть чемпионат. В начале 2018 года для получения игровой практики Огринец был арендован клубом «Кршко». 10 марта в матче против «Рудара» он дебютировал за новую команду. По окончании аренды Санди ненадолго вернулся в «Марибор».
В начале 2020 года Огринец подписал контракт с клубом «Браво». 23 февраля в матче против «Табора» он дебютировал за новую команду. 26 февраля в поединке против «Целе» Санди забил свой первый гол за «Браво».
4 сентября 2024 года перешёл в боснийский «Борац». 3 октября дебютировал за клуб в матче Лиги конференций УЕФА против греческого «Панатинаикоса». 12 октября дебютировал в чемпионате Боснии и Герцеговины в матче против «Вележа» и забил свой первый гол, отличившись на 82-й минуте.

## Международная карьера
В 2015 году в составе юношеской сборной Словении Огринец принял участие в юношеском чемпионате Европы в Болгарии. На турнире он сыграл в матчах против команд Чехии, Германии и Бельгии.
В 2021 году Огринец в составе молодёжной сборной Словении принял участие в молодёжном чемпионате Европы в Венгрии и Словении. На турнире он сыграл в матче против команды Чехии.

## Достижения
Командные
 «Марибор»
- Чемпионат Словении по футболу — 2016/2017